# IC 77
IC 77 је лентикуларна галаксија у сазвјежђу Кит која се налази на листи објеката дубоког неба у Индекс каталогу.
Деклинација објекта је - 15° 25' 15" а ректасцензија 1h 8m 43,7s. Привидна величина (магнитуда) објекта IC 77 износи 14,9 а фотографска магнитуда 15,5. IC 77 је још познат и под ознакама DRCG 4-66, PGC 73653.